# Terellia dubia
Terellia dubia är en tvåvingeart som beskrevs av Valery Korneyev 1985. Terellia dubia ingår i släktet Terellia och familjen borrflugor. Inga underarter finns listade i Catalogue of Life.